# Rio Genil
O rio Genil é um rio que percorre a província de Granada, sul de Espanha, e é afluente do rio Guadalquivir.
É o segundo rio da Andaluzia, depois do Guadalquivir. Nasce na província de Granada com a união do rio Real e do Guarnón e desemboca no município de Palma del Río, província de Córdova na margem esquerda do Guadalquivir.
Mais precisamente, o rio Genil tem origem na lagoa da Mosca, sita na vertente norte do Mulhacén.

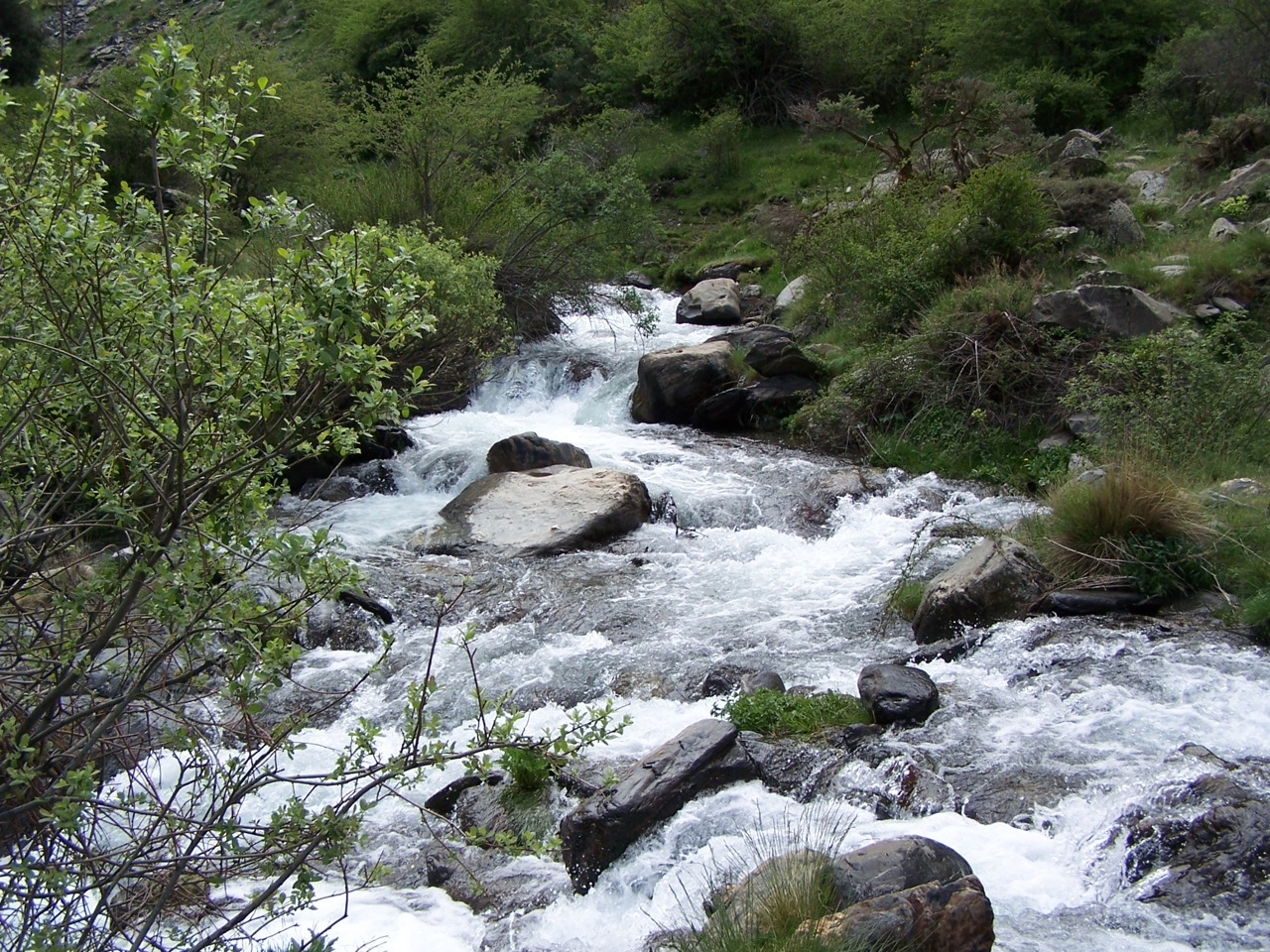
O rio Genil no seu percurso inicial

Seus afluentes mais importantes por caudal e extensão são o rio Cubillas com nascente nos Mananciais de Deifontes, o rio Cacín, com nascente na Serra de Almijara, o rio Cabra e o rio Yeguas. Outros afluentes do Genil são os rios Beiro, Monachil, Aguas Blancas, Darro e Dílar.
O rio Genil passa por Loja, Puente-Genil e Écija, desembocando no Guadalquivir em Palma del Río.
A etimologia do seu nome é o termo latino Singilis, e como a cidade homónima, apresenta o 'ili' claramente turdetano-sul-ibérico (Ilíberis, Ilurco, Ilipula).
Os árabes chamavam-lhe Sinyil, Sannil e Sinnil, este último nome (Sin=Mil, Nil=Nilo) poetizado em alusão aos numerosos afluentes que recebe da Serra Nevada e que, na confluência com a Veiga de Granada, nada tinha que invejar ao rio Nilo. Posteriormente chamou-se Guad al xenil para derivar na forma actual, rio Genil.